# Evers & Co
Evers & Co is een Nederlands radioprogramma van de commerciële radiozender Radio 538. Het programma is sinds 2 februari 2024 iedere vrijdag op de zender te horen van 14.00 tot 18.00 uur en wordt gepresenteerd door Edwin Evers.

## Geschiedenis
Edwin Evers presenteerde jarenlang de ochtendshow op Radio 538, Evers Staat Op, totdat hij hier op 21 december 2018 mee stopte. Sidekicks Niels van Baarlen en Rick Romijn gingen aan de slag als sidekick van Wilfred Genee op Radio Veronica en later Tim Klijn bij zowel Radio Veronica en Radio 538. Nieuwslezer Henk Blok maakte enige tijd deel uit van het ochtendteam van Radio 10 bij Gerard Ekdom. Evers zelf richtte zich op het uitbrengen van zijn eigen muziek en deed live optredens in het hele land. Wel viel hij enkele keren in bij de zenders van Talpa Radio, onder andere voor Rob Stenders op Veronica.
In november 2023 werd bekend dat Evers na iets meer dan vijf jaar zou terugkeren met een eigen programma, Evers & Co. Samen met sidekick Cobus Bosscha, met wie hij ooit Evers Staat Op begon bij 3FM, en nieuwslezer Blok zou hij een vrijdagmiddagprogramma van 14.00 tot 18.00 uur gaan maken op Radio 538.
De eerste aflevering van het programma was op vrijdag 2 februari 2024. Onder andere Gerard Joling, Berget Lewis, Jan Dulles en DI-RECT waren te gast in de uitzending voor een live optreden. Ook waren er verschillende genodigden in de studio, waaronder Ronald Koeman.

## Medewerkers

### Presentator
- Edwin Evers (2024–)

### Sidekicks
- Cobus Bosscha (2024–)

### Nieuwslezers
- Henk Blok (2024–)